# Cazaquistão nos Jogos Olímpicos de Inverno da Juventude de 2012
O Cazaquistão nos Jogos Olímpicos de Inverno da Juventude de 2012 realizados em Innsbruck, na Áustria foi representado por trinta e oito atletas, que disputaram provas da 10 modalidades diferentes.
Um total de 3 medalhas foram conquistadas, 1 de prata e duas de bronze e o Cazaquistão terminou na 23 posição no quadro de medalhas.

## Medalhistas
| Medalha           | Nome                | Esporte             | Evento                     | Data   |
| ----------------- | ------------------- | ------------------- | -------------------------- | ------ |
| Medalha de prata  | Galina Vishnevskaya | Biatlo              | Sprint feminino            | 15 Jan |
| Medalha de bronze | Galina Vishnevskaya | Biatlo              | Perseguição feminina       | 16 Jan |
| Medalha de bronze | Sergey Malyshev     | Esqui cross-country | Prova clássica 10kms masc. | 17 Jan |

## Desempenho

### Biatlo
Masculino
| Atleta        | Evento     | Final   | Final       | Final   |
| Atleta        | Evento     | Tempo   | Penalidades | Posição |
| ------------- | ---------- | ------- | ----------- | ------- |
| Ruslan Bessov | Velocidade | 22:19.8 | 4 (2+2)     | 31º     |